# Syndrome de Marinesco-Sjögren
 Mise en garde médicale
Décrit initialement en 1931 par Gheorghe Marinescu, puis en 1950 par Sjögren, le syndrome de Marinesco-Sjögren se caractérise par une ataxie avec une atrophie du cervelet, une cataracte congénitale ou apparaissant rapidement après la naissance, un retard mental important, une hypotonie et une faiblesse musculaire. Les autres signes comprennent une petite taille et des anomalies osseuses diverses et notamment une scoliose.
Les enfants atteints de ce syndrome présentent une hypotonie à la naissance, les faiblesses musculaires apparaissent pendant l'enfance. L'ataxie et la dysarthrie surviennent secondairement. Les anomalies motrices s'aggravent progressivement puis se stabilisent. Il est impossible de prédire le degré et l'âge de la stabilisation de l'atteinte motrice.
Bien qu'entrainant un handicap sévère, l'espérance de vie de ces patients semble proche de la normale.
L'étude de la biopsie musculaire au microscope électronique permet de retrouver des anomalies caractéristiques du syndrome de Marinesco-Sjögren.
Le séquençage permet de déceler dans près de 50 % des cas la mutation du gène SIL1. Le diagnostic différentiel principal est l'association cataracte congénitale - dysmorphie faciale - neuropathie.